# مانويل لانزيني
مانويل لانزيني (بالإسبانية: Manuel Lanzini)‏ هو لاعب كرة قدم أرجنتيني في مركز الوسط المهاجم ولد في يوم 15 فبراير 1993 في مدينة إيتوازاينغو في الأرجنتين، يلعب حالياً مع نادي وست هام يونايتد وسبق له اللعب مع نادي الجزيرة الاماراتي ونادي فلومينينسي ونادي ريفر بليت، كما لعب مع منتخب الأرجنتين تحت 20 سنة لكرة القدم ويبلغ طوله 167 سم.

## روابط خارجية
- مانويل لانزيني على موقع قاعدة بيانات كرة القدم.إي يو (الإنجليزية)
- مانويل لانزيني على موقع ليكيب (الفرنسية)
- مانويل لانزيني على موقع ناشيونال فوتبول تيمز (الإنجليزية)
- مانويل لانزيني على موقع Soccerbase.com (لاعب) (الإنجليزية)
- مانويل لانزيني على موقع Soccerway.com (الإنجليزية)
- مانويل لانزيني على موقع عالم كرة القدم.نت (الإنجليزية)
- مانويل لانزيني على موقع أوليمبيديا (الإنجليزية)
- مانويل لانزيني على موقع AS.com (الإسبانية)